# Влог
Видео-блог или видео-лог, познатији под скраћеницом влог, облик је веб-телевизије и блога чије је средство изражавања видео-снимак. Ставке влога често комбинују уграђени видео (или линк до видеа) с пратећим текстом, сликама и другим метаподацима. Ставке се могу снимати у целини или исећи на више делова. Категорија влог је популарна на платформи за размену видео-снимака YouTube.
Последњих година, „влоговање” је изнедрило велику заједницу на друштвеним мрежама, постајући један од најпопуларнијих облика дигиталне забаве.
Влогови се такође често користе предностима веб-удруживања како би омогућили дистрибуцију видео-записа путем интернета употребљавајући формате удруживања попут RSS-а или Atom-а, за аутоматско прикупљање и репродукцију на мобилним уређајима и личним рачунарима (видети: видео-подкаст).